# ゲオルク・グレーナー
ゲオルク・グレーナー（Georg Gräner, *1876年11月20日 ベルリン – †1945年4月30日 ポツダム）はドイツの作曲家・音楽評論家。ナチス・ドイツが発足すると、その御用文化人を務めた。

## 略歴
ベルリンで作曲とホルンを学ぶ。1899年から1906年まで、影響力ある音楽家や、「（Vossische Zeitung）」の音楽特派員の立場で、ロンドンで活動し、その後は1914年まで研究者として働いた。1920年に「ドイツ音楽家新聞（Deutschen Musiker-Zeitung）」（1933年廃刊）に転任した。1930年から歿年までベルリン・シュテルン音楽院（1936年に帝都ベルリン音楽院と改称）にて和声法とピアノ奏法を指導した。
作曲家としてゲオルク・グレーナーは、アントン・ブルックナーの伝統に立脚している。評論家としては、マックス・レーガーの作品に肩入れした最初の一人に数えられる。1922年には従兄パウル・グレーナーの評伝を書き上げて名を馳せたが、但し本人の了解をとってはおらず、パウルはそのことについて不服であった。とはいえ二人は後に合作を行い、パウルのためにゲオルクは歌劇《ハンネレの昇天（Hanneles Himmelfahrt）》（1927年）の台本を手懸けている。従兄パウルに同じく、ゲオルクも国家社会主義に転向し、『ドイツ音楽と非ドイツ音楽（Deutsche und undeutsche Musik）』のようなプロパガンダ論文を発表した。

## 主要作品一覧

### 声楽曲
- 声楽とピアノ（もしくは弦楽四重奏）のための《12のクリスマス・キャロル》（12 Weihnachtslieder für Gesang und Klavier (oder Streichquartett)）
- バリトンと小オーケストラのための《イプセン歌曲集》 （Ibsengesänge für Bariton und kleines Orchester）
- 独唱者と混声合唱、管弦楽とオルガンのための交響曲《来たるべき国家》 （Das kommende Reich, Sinfonie für Soli, gemischten Chor, Orchester und Orgel）

### 交響曲
- 交響曲 第1番 （Sinfonie Nr. 1）
- 交響曲 第2番 （Sinfonie Nr. 2）
- 交響曲 第3番 （Sinfonie Nr. 3）

### 管弦楽曲
- 大管弦楽のための変奏曲 （Variationen für großes Orchester）
- 室内オーケストラのための《伝説曲》 （Legende für Kammerorchester）

### 著作
- パウル・グレーナーの2幕の歌劇《ハンネレの昇天（Hanneles Himmelfahrt）》の台本（原作：ゲルハルト・ハウプトマンの同名小説）

## 註記
1. ↑  K. Andreas: Paul Graener (1872-1944), Examensarbeit Musikwissenschaft, Universität Potsdam
2. ↑  Josef Wulf: Musik im Dritten Reich, Reinbek 1966